# Break the News
Break the News és una pel·lícula musical de comèdia britànica del 1938 dirigida per René Clair i protagonitzada per Jack Buchanan, Maurice Chevalier i June Knight. Dos intèrprets amb dificultats decideixen crear un escàndol d'assassinat fals per tal de fer publicitat del seu acte. Es basava en la novel·la Le mort en fuite de Loïc Le Gouriadec que anteriorment s'havia convertit en una pel·lícula francesa de 1936 Le Mort en fuite. Entre les cançons de la pel·lícula hi ha It All Belongs to You (Cole Porter, cantada per Chevalier) i We're Old Buddies (Van Phillips, Jack Buchanan, cantada per Chevalier i Buchanan).

## Sinopsi
Teddy Enton i François Verrier són dos cançoners que no poden separar-se. Després d'un altre fracàs, els dos estudien un sistema per aconseguir la fama i l'èxit i l'únic que se'm ve al cap és cometre un fals assassinat: un d'ells matarà a l'altre. L'escàndol cridarà l'atenció de la ciutadania sobre ells i, abans que el presumpte assassí pugui ser executat, la seva parella tornarà a aparèixer sa i estalvi, exonerant-lo de tots els càrrecs. Teddy es farà el mort, amagat a la Costa Blava, mentre que François, acusat del crim, és detingut i portat a la presó.
Però les coses no surten com estava previst. En Teddy desapareix, segrestat per una xarxa d'espies que el confonen amb un revolucionari d'un país d'Europa de l'Est. Portat a Bosvínia, és condemnat a mort mentre, a la seva cel·la, també condemnat a mort, François escriu les seves memòries. El salvarà de l'execució només amb l'arribada de Teddy que, afortunadament, va aconseguir escapar de Bosvínia.

## Repartiment
- Maurice Chevalier - François Verrier
- Jack Buchanan - Teddy Enton
- June Knight - Grace Gatwick
- Marta Labarr - Sonia
- Gertrude Musgrove - Helena
- Garry Marsh - Productor
- Wallace Douglas - Director d'escena
- Joss Ambler - Agent de premsa
- Mark Daly - Propietari
- Gibb McLaughlin - Superintendent
- Robb Wilton - taxista
- Felix Aylmer - Sir George Bickory
- VS. Denarius Warren - Sir Edward Phring
- George Hayes - President del Tribunal
- Guy Middleton - anglès
- Athole Stewart - Governador
- Charles Lefeaux - Intèrpret
- D.J. Williams - Jutge
- Elliott Mason - Tocador
- J. Abercomie - Veí
- William Fazan - Oficial de passaport
- H.R. Hignett - Guàrdia de la presó
- Wally Patch - Guàrdia de la presó
- Hal Gordon - Guàrdia de la presó
- George Benson - Oficial d'esquadra d'afusellament
- Nigel Stock - Stage Boy

## Producció
La pel·lícula va ser produïda per Jack Buchanan Productions i Trio Productions. Va ser rodat a Anglaterra, als Pinewood Studios d'Iver Heath, Buckinghamshire-

## Distribució
Distribuïda per General Film Distributors (GFD), es va estrenar als cinemes britànics el juny de 1938. Es va distribuir internacionalment. Als Estats Units, es va estrenar l'1 de gener de 1941, a través de Monogram Pictures.

## Premis i reconeixements
El 1938, la pel·lícula, que havia estat nominada a la Coppa Mussolini a la millor pel·lícula a la 6a Mostra Internacional de Cinema de Venècia, finalment va obtenir una menció especial.

## Recepció crítica
Allmovie va escriure: "Quina combinació! Break the News comptava amb el talent de l'estrella teatral anglesa Jack Buchanan, l'animador francès Maurice Chevalier, el director llegendari Rene Clair i el compositor Cole Porter. Però el que hauria d'haver servit d'entreteniment dinàmic, esclatava als ulls dels crítics contemporanis decebuts"; com va dir The New York Times, "hi ha poc que suggereixi el enginy i humor del vell Clair," Tanmateix, TV Guide va escriure, "és sempre un plaer veure els sempre encantadors Buchanan i Chevalier en aquest musical divertit i enèrgic que compta amb seqüències amb una mica de suspens hilarant. Tot i que potser no es troba entre els clàssics del director francès Clair, aquesta peça perfecta d'entreteniment britànic ocupa el seu lloc especial."